# FIFA Confederations Cup 1999
La FIFA Confederations Cup 1999 (in spagnolo: Copa FIFA Confederaciones 1999) fu la quarta edizione del torneo. Si svolse dal 24 luglio al 4 agosto 1999 in Messico, che vinse il torneo.

## Squadre partecipanti
| Pr. | Squadra        | Data di qualificazione certa | Confederazione | Partecipante in quanto                                                                | Partecipazioni precedenti al torneo |
| --- | -------------- | ---------------------------- | -------------- | ------------------------------------------------------------------------------------- | ----------------------------------- |
| 1   | Messico        | 21 gennaio 1996              | CONCACAF       | Nazione organizzatrice e vincitrice della CONCACAF Gold Cup 1998                      | 2 (1995, 1997)                      |
| 2   | Germania       | 30 giugno 1996               | UEFA           | Vincitrice del Campionato europeo di calcio 1996                                      | -                                   |
| 3   | Arabia Saudita | 21 dicembre 1996             | AFC            | Vincitrice della Coppa d'Asia 1996                                                    | 3 (1992, 1995, 1997)                |
| 4   | Bolivia        | 29 giugno 1997               | CONMEBOL       | Finalista della Copa América 1997                                                     | -                                   |
| 5   | Stati Uniti    | 15 febbraio 1998             | CONCACAF       | Finalista della CONCACAF Gold Cup 1998                                                | -                                   |
| 6   | Egitto         | 28 febbraio 1998             | CAF            | Vincitrice della Coppa delle nazioni africane 1998                                    | -                                   |
| 7   | Brasile        | 12 luglio 1998               | CONMEBOL       | Vincitrice della Copa America 1997 e finalista del Campionato mondiale di calcio 1998 | 1 (1997)                            |
| 8   | Nuova Zelanda  | 4 ottobre 1998               | OFC            | Vincitrice della Coppa delle nazioni oceaniane 1998                                   | -                                   |

Nota bene: nella sezione "partecipazioni precedenti al torneo", le date in grassetto indicano che la nazione ha vinto quella edizione del torneo, mentre le date in corsivo indicano la nazione ospitante.

## Stadi
| \| Guadalajara Città del MessicoFIFA Confederations Cup 1999 (Messico) \| |
| Città del Messico                                                         |
| Estadio Azteca                                                            |
| Capacità: 115 000                                                         |
|                                                                           |
| Guadalajara                                                               |
| Estadio Jalisco                                                           |
| Capacità: 66 700                                                          |
|                                                                           |
| Guadalajara Città del MessicoFIFA Confederations Cup 1999 (Messico)       |

## Formula
Le otto squadre vennero divise in due gironi all'italiana di quattro squadre ciascuno. Le prime due classificate si sarebbero qualificate per la fase ad eliminazione diretta.

## Risultati

### Fase a gruppi

#### Girone A

##### Classifica
| Pos. | Squadra        | Pt | G | V | N | P | GF | GS | DR |
| ---- | -------------- | -- | - | - | - | - | -- | -- | -- |
| 1.   | Messico        | 7  | 3 | 2 | 1 | 0 | 8  | 3  | +5 |
| 2.   | Arabia Saudita | 4  | 3 | 1 | 1 | 1 | 6  | 6  | 0  |
| 3.   | Bolivia        | 2  | 3 | 0 | 2 | 1 | 2  | 3  | -1 |
| 4.   | Egitto         | 2  | 3 | 0 | 2 | 1 | 5  | 9  | -4 |

##### Risultati
| Arbitro: | Frisk |

|                          |           |                     |
| Gutiérrez 21’ Ribera 40’ | Marcatori | 8’ Sabry 63’ Radwan |

| Arbitro: | Ruiz |

|                                       |           |                      |
| Blanco 12’, 19’, 68’, 77’ Abundis 21’ | Marcatori | 62’ (rig.) al-Temyat |

| Città del Messico 27 luglio 1999, ore 18:00 UTC-6 | Arabia Saudita | 0 – 0 referto | Bolivia | Stadio Azteca (65.000 spett.)\| Arbitro: \| Hall \| |
| Arbitro:                                          | Hall           |               |         |                                                     |

| Arbitro: | Kim Young-Joo |

|                       |           |                           |
| Pardo 15’ Abundis 26’ | Marcatori | 79’ A. Hassan 85’ Kamouna |

| Arbitro: | Aquino |

|                    |           |                                             |
| Kamouna 70’ (rig.) | Marcatori | 8’, 34’, 78’, 85’ al-Otaibi 64’ al-Shahrani |

| Arbitro: | Ruiz |

|  |           |              |
|  | Marcatori | 52’ Palencia |

#### Girone B

##### Classifica
| Pos. | Squadra       | Pt | G | V | N | P | GF | GS | DR |
| ---- | ------------- | -- | - | - | - | - | -- | -- | -- |
| 1.   | Brasile       | 9  | 3 | 3 | 0 | 0 | 7  | 0  | +7 |
| 2.   | Stati Uniti   | 6  | 3 | 2 | 0 | 1 | 4  | 2  | +2 |
| 3.   | Germania      | 3  | 3 | 1 | 0 | 2 | 2  | 6  | -4 |
| 4.   | Nuova Zelanda | 0  | 3 | 0 | 0 | 3 | 1  | 6  | -5 |

##### Risultati
| Arbitro: | Alcala |

|                                             |           |  |
| Zé Roberto 62’ Ronaldinho 72’ Alex 86’, 87’ | Marcatori |  |

| Arbitro: | Aquino |

|              |           |                          |
| Zoricich 90’ | Marcatori | 25’ McBride 58’ Kirovski |

| Arbitro: | Codjia |

|                        |           |  |
| Preetz 6’ Matthäus 33’ | Marcatori |  |

| Arbitro: | Frisk |

|                |           |  |
| Ronaldinho 13’ | Marcatori |  |

| Arbitro: | Ortubé |

|                     |           |  |
| Olsen 23’ Moore 50’ | Marcatori |  |

| Arbitro: | Kim Young-Joo |

|  |           |                                   |
|  | Marcatori | 45+2’ Marcos Paulo 88’ Ronaldinho |

### Fase ad eliminazione diretta

#### Semifinali
| Arbitro: | Kim Young-Joo |

|            |           |  |
| Blanco 97’ | Marcatori |  |

| Arbitro: | Ruiz |

|                                                                               |           |                    |
| João Carlos 8’ Ronaldinho 11’, 65’, 90’ Zé Roberto 33’ Alex 36’, 86’ Roni 62’ | Marcatori | 22’, 31’ al-Otaibi |

#### Finale per il 3º posto
| Arbitro: | Aquino |

|                       |           |  |
| Bravo 27’ McBride 78’ | Marcatori |  |

#### Finale per il 1º posto
| Arbitro: | Frisk |

|                                        |           |                                             |
| Zepeda 13’, 51’ Abundis 28’ Blanco 62’ | Marcatori | 43’ (rig.) Serginho 47’ Roni 63’ Zé Roberto |

## Classifica marcatori
6 reti
- Marzouq Al-Otaibi
- Ronaldinho
- Cuauhtémoc Blanco

4 reti
- Alex

3 reti
- Zé Roberto
- José Manuel Abundis

2 reti
- Roni
- Samir Kamouna
- Miguel Zepeda
- Brian McBride

1 rete
- Ibrahim Al-Shahrani
- Nawaf Al-Temyat
- Limberg Gutiérrez
- Reny Ribera
- João Carlos
- Marcos Paulo Alves
- Serginho
- Ahmed Hassan
- Yasser Radwan
- Abdel Sattar Sabry
- Lothar Matthäus
- Michael Preetz
- Francisco Palencia
- Pável Pardo
- Chris Zoricich
- Paul Bravo
- Jovan Kirovski
- Joe-Max Moore
- Ben Olsen

## Premi
| Scarpa d'Oro: | Pallone d'Oro: | Premio Fair Play:     |
| ------------- | -------------- | --------------------- |
| Ronaldinho    | Ronaldinho     | Brasile Nuova Zelanda |

| Pallone d'Argento: | Pallone di Bronzo: |
| ------------------ | ------------------ |
| Cuauhtémoc Blanco  | Marzouq Al-Otaibi  |
| Scarpa d'Argento:  | Scarpa di Bronzo:  |
| Cuauhtémoc Blanco  | Marzouq Al-Otaibi  |